# 8chan
8chan(8kun, Infinitechan, Infinitychan, ∞chan)은 사용자가 만든 메시지 보드로 구성된 미국의 극우 이미지보드 웹사이트이다. 소유자는 각 게시판을 관리하며 사이트 관리에서는 최소한의 소통만 유지한다. 2019년 8월 오프라인으로 접어든뒤, 이 사이트자체는 8kun으로 이름바꿨으며, 2019년 11월 다시 열었다.

## 논란
백인 우월주의, 신나치주의, 대안우파, 인종주의, 반유대주의, 증오범죄, 수차례의 총기 난사와 관련되어 있다. 이 사이트는 아동 포르노의 포럼 역할을 하는 것으로도 알려져 있어서 구글 검색에서 필터링되기도 했다.